# Siccia seriata
Siccia seriata är en fjärilsart som beskrevs av George Francis Hampson 1900. Siccia seriata ingår i släktet Siccia och familjen björnspinnare. Inga underarter finns listade i Catalogue of Life.